# Маргрете II
Маргре́те II (дан. Margrethe; нар. 16 квітня 1940, Копенгаген) — королева Данії від 14 січня 1972 року до 14 січня 2024 року.

## Імена
- Маргарита II (лат. Margarita II), або Маргрете II (дан. Margrethe II) — з порядковим номером правителя.
- Маргрета-Александріна-Торгільдур-Інгрід (дан. Margrethe Alexandrine Þórhildur Ingrid) — повне данське ім'я.

## Біографія

### Походження
Маргрете II народилася 16 квітня 1940 року в палаці Амалієнборг. Її батьки — король Данії Фредерік IX і королева Інгрід, уроджена Принцеса Швеції. Королева — третя онучка короля Крістіана X.
Одне з імен королеви, Торгільдур — ісландське і містить характерно ісландську букву «Þ», бо в момент її народження Ісландія входила в склад Данського королівства, до 1944 року.
Королева була хрещена 14 травня 1940 року в церкві Гольмен (дан. Holmens Kirke), конфірмована 1 квітня 1955 року в церкві палацу Фреденсборг.
Походить з тієї самої династії Глюксбургів, що й чоловік королеви Єлизавети II Філіп.

### Спадкоємиця престолу
Оскільки право престолонаступництва переходило по чоловічій лінії, а Фредерік IX мав лише дочок, виникла необхідність зміни закону про престолонаслідування (які внесено 27 березня 1953 року), які дозволили Маргрете, Принцесі Данії, прийняти титул Наслідної принцеси і згодом вступити на престол.
16 квітня 1958 року наслідна принцеса Маргрете ввійшла до Державної ради, на неї було покладено обов'язок проведення засідань Ради під час відсутності короля Фредеріка IX.

### Освіта
- 1946—1955 — загальноосвітня школа «Zahles Skole», Копенгаген, в тому числі до 1949 року — приватне навчання;
- 1955—1956 — «North Foreland Lodge», школа-інтернат в Гемпширі, Англія;
- 1960 — вивчення філософії в Копенгагенському університеті;
- 1960—1961 — вивчення археології в Кембриджському університеті;
- 1962—1962 — вивчення суспільствознавства в університеті міста Оргус;
- 1963 — вивчення суспільствознавства в Сорбонні;
- 1965 — навчання в Лондонській школі економіки.

Окрім данської, володіє французькою, шведською, англійською та німецькою мовами.

### Армія
У 1958—1970 роках Маргрете була рекруткою жіночого відділення Повітряної ескадрильї, де вивчала різні аспекти військової справи.
Її пов'язують тісні взаємини з деякими підрозділами армії Великої Британії: з 1972 року Маргрете II була шефом британського полку Королеви, а з 1992-го — Королівського Валійського полку.
Під час правління була Верховною головнокомандувачкою Збройних сил Данії.
10 червня 1967 року наслідна принцеса Маргрете вступила в шлюб з французьким дипломатом графом Анрі Марі Жаном Андре де Лаборд де Монпеза, який з нагоди одруження отримав титул Його Королівська Високість принц Генрік Данський. Вінчання відбулося в церкві Гольмен у Копенгагені, а весільне святкування пройшло в палаці Фреденсборг.

### Правління

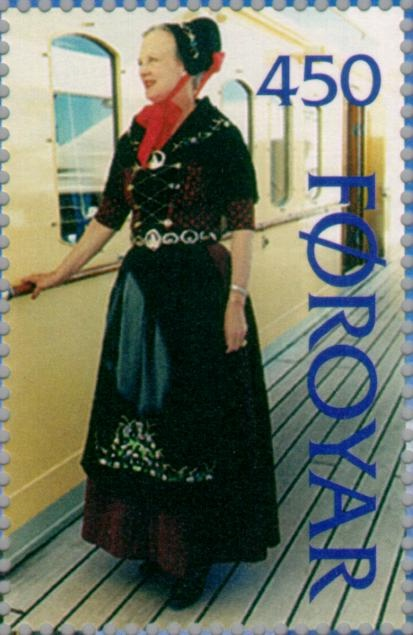
Маргрете II у фарерському костюмі на поштовій марці Фарерських островів

Зійшла на престол 14 січня 1972 року, після смерті батька.
З моменту смерті королеви Сполученого Королівства Єлизавети II була єдиною жінкою-монархом у світі.

22 лютого 2023 року перенесла складну операцію на спині. Як повідомили в королівській сім'ї, Маргрете II залишатиметься в лікарні до завершення післяопераційної реабілітації. Тим часом її обов'язки виконував старший син Фредерік, призначений регентом. 16 квітня, у 83-й день народження, королева повернулася до виконання своїх обов'язків.
У новорічному зверненні 31 грудня 2023 року Маргрете II оголосила про намір зректися престолу на користь сина 14 січня наступного року.
14 січня 2024 року, в 52-гу річницю свого сходження на престол, Маргрете II зреклася престолу на засіданні Державної ради в палаці Крістіансборг. Її син зійшов на престол під ім'ям Фредерік X.

## Родина
Чоловік — Анрі Марі Жаном Андре де Лаборд де Монпеза, який з нагоди одруження отримав титул Його Королівська Високість принц Генрік Данський. 
Діти:
- кронпринц Фредерік Андре Генрік Кристіан (нар. 26 травня 1968)
- принц Йоакім Гольгер Вальдемар Кристіан (нар. 7 червня 1969)

## У культурі

### Мистецтво
- Згадується у VI главі роману Ерве Базена «Зелений храм» з приводу візиту до Парижа разом із принцом Генріком[6].